# Щур Володимир Іванович
Володи́мир Іва́нович Щу́р (нар. 23 січня 1975, с. Зазим'я, Броварський район, Київська область, Українська РСР — пом. 2 березня 2015, смт Новотошківське, Попаснянський район, Луганська область, Україна) — український військовослужбовець, молодший сержант Збройних сил України, учасник російсько-української війни.

## Короткий життєпис
Народився 1975 року в селі Зазим'я на Київщині, у багатодітній родині. Закінчив Зазимську середню школу, відслужив строкову службу в лавах ЗСУ. Здобув спеціальності водія та автослюсаря, працював на селі.
У зв'язку з російською збройною агресією проти України добровольцем пішов на фронт.
Молодший сержант, водій мінометної батареї 2-го механізованого батальйону 24-ї окремої механізованої бригади, в/ч А0998, м. Яворів. Займався капітальним ремонтом військової автотехніки, брав участь в антитерористичній операції у Луганській області.
2 березня 2015 близько 12:00 підірвався на вибуховому пристрої з «розтяжкою» в районі 29-го блокпосту траси «Бахмутка», що поблизу смт Новотошківське. Загинув від осколкового поранення у шию з пошкодженням спинного мозку, внаслідок бойових дій.
Похований 5 березня на кладовищі рідного села Зазим'я. Залишився 19-річний син Іван.

## Нагороди
За особисту мужність і високий професіоналізм, виявлені у захисті державного суверенітету та територіальної цілісності України, вірність військовій присязі, нагороджений орденом «За мужність» III ступеня (04.06.2015, посмертно).